# Moviment Social-Cristià de Catalunya
El Moviment Social-Cristià de Catalunya (Movimiento Social-Cristiano de Cataluña), autodenominado MOSCA, fue un grupo político valencianista fundado en 1960 por los universitarios Eliseu Climent, Joan Francesc Mira, Ferran Martínez i Navarro, Ferran Zurriaga y Vicent Àlvarez, a los que más tarde se añadieron Josep Vicent Marqués, Alfons Cucó y Valerià Miralles. Era un grupo estudiantes opuesto al SEU, de carácter antifranquista y antitotalitarios, influido por el nuevo cristianismo del Concilio Vaticano II. Editaron la revista Diàleg y recibieron apoyo de grupos catalanistas de Cataluña. Intentaron organizar una academia para captar trabajadores y formar una biblioteca ambulante. En 1962 se disolvió y sus miembros fundaron la Acció Socialista Valenciana.